# レッド・ヴードゥー
『レッド・ヴードゥー』（Red Voodoo）は、サミー・ヘイガーが「サミー・ヘイガー・アンド・ザ・ワボリタス」名義で1999年に発表したスタジオ・アルバム。日本で先行発売された。

## 背景
前作『マーチング・トゥ・マーズ』（1997年）リリースに伴うツアーでバック・バンドを務めた「ザ・ワボリタス」が全面参加した。ヘイガーによれば、デモ録音の後にプロデューサーを立てて正式なレコーディングを行うプロセスでは「デモの時点での魔法が少なくとも50%は失われる」と感じ、本作はPro Toolsで録音したデモ音源に直接オーバー・ダビングを行う形で制作された。
「マス・テキーラ」は、ゲイリー・グリッターの曲「ロックン・ロール・パートII」を流用して作られた曲で、本作のクレジットでも、同曲の作者であるグリッターおよびマイク・リーンダーの名前が記載された。なお、「マス・テキーラ」の歌詞には、ロス・デル・リオのヒット曲「恋のマカレナ」およびトーン・ロックのヒット曲「ファンキー・コールド・メディーナ」のタイトルが織り込まれている。

## 反響・評価
アメリカのBillboard 200では22位に達し、自身6作目の全米トップ40アルバムとなった。また、『ビルボード』のメインストリーム・ロック・チャートでは「マス・テキーラ」が2位、「シャグ」が22位を記録した。
アレックス・ヘンダーソンはオールミュージックにおいて5点満点中3点を付け「『レッド・ヴードゥー』は、既に50代前半となった1999年に発表されたが、加齢による円熟は殆ど感じられない」「ヘイガーのキャリアの中でも、特に情熱的で、焦点が絞られ、刺激的なアルバムの一つである」と評している。また、『CDジャーナル』のミニ・レビューでは「スコーンと抜けの良い直球型のアメリカンR&Rのオン・パレードだ」と評されている。

## 収録曲
特記なき楽曲はサミー・ヘイガー作。
1. マス・テキーラ - Mas Tequila (Gary Glitter, Mike Leander, Sammy Hagar,) - 4:12
2. シャグ - Shag (S. Hagar, Jesse Harms) - 3:34
3. シンパシー・フォー・ザ・ヒューマン - Sympathy for the Human - 4:47
4. レッド・ヴードゥー - Red Voodoo - 3:49
5. レイ・ユア・ハンド・オン・ミー - Lay Your Hand on Me - 4:09
6. ハイ・アンド・ドライ・アゲイン - High and Dry Again - 5:35
7. ザ・リバイバル - The Revival (S. Hagar, J. Harms) - 3:39
8. ドント・ファイト・イット（フィール・イット） - Don't Fight It (Feel It) (Wilson Pickett) - 3:11
9. ザ・ラヴ - The Love (S. Hagar, Neal Schon, Larry Dvoskin) - 4:06
10. ライト・オン・ライト - Right on Right - 5:22
11. リターニング・オブ・ザ・ウィッシュ - Returning of the Wish (S. Hagar, J. Harms, L. Dvoskin) - 5:52

### 日本盤ボーナス・トラック
1. ライト・ナウ（ライヴ） - Right Now (live) (S. Hagar, Edward Van Halen, Michael Anthony, Alex Van Halen) - 4:43

## 参加ミュージシャン
- サミー・ヘイガー - リード・ボーカル、ギター
- ジェシー・ハームス - キーボード、バックグラウンド・ボーカル
- ヴィクター・ジョンソン - ギター、バックグラウンド・ボーカル
- モナ - ベース、バックグラウンド・ボーカル
- デヴィッド・ラウザー - ドラムス、バックグラウンド・ボーカル

アディショナル・ミュージシャン
- ロイ・ロジャース - スライドギター(on #8)
- タワー・オブ・パワー・ホーンズ（エミリオ・カスティーヨ、ビル・チャーチヴィル、ステファン・"ドク"・クプカ、ジェシー・マクガイア、ノーバート・スタッチェル） - ホーン・セクション(on #8)